# Dumitru Ciurea
Dumitru Ciurea (n. 28 iulie 1914, Pâhnești, comuna Arsura, județul Vaslui  - d. 28 decembrie 1993, Iași) a fost un istoric român

## Viața și activitatea
Dumitru Ciurea s-a născut la data de 28 iulie 1914 în satul Pâhnești, comuna Arsura din județul Vaslui. Acesta a absolvit studiile secundare la Chișinău. Din anul 1932 a fost student la Facultatea de Istorie din cadrul Universității „Alexandru Ioan Cuza” din Iași până în anul 1936. Între anii 1937-1939 își continuă studiile la Roma în cadrul Accademia Di Romania a Roma (Școala română din Roma) unde obține titlul de doctor. La finalul studiilor s-a reîntors în țară, la Iași, unde devine profesor asistent în cadrul Universității „Alexandru Ioan Cuza”. Până la finalul activității sale profesionale, Dumitru Ciurea devine conferențiar, mai apoi profesor universitar la Universitatea din Iași. Va deveni membru al Institutului de istorie și arheologie „A.D. Xenopol” din Iași unde devine șef de sector.
În ceea ce privește opera sa, Dumitru Ciurea s-a orientat spre istoria medievală românească și universală cât și istoria modernă românească și universală. A scris despre mediul urban medieval moldovenesc, despre instituțiile feudale din cadrul Principatului Moldovei. Cea mai de seamă operă a sa este monografia domniei lui Mihail Sturza (1834-1849).

## Opera
De-a lungul activității sale profesionale, istoricul Dumitru Ciurea a contribuit la istoriografia românească cu peste 100 de lucrări care au fost publicate în reviste atât din țară cât și din străinătate.
Lucrări:
- Moldova sub domnia lui Mihai Sturza, Iași, 1947.
- Romanitatea și continuitatea în literatura istroică din secolele XVIII-XIX, Iași, Editura Academiei Republicii Socialiste România, 1972.
- Le scritture latine nei Paesi Romeni: sacgio di paleografia e di diplomatica, Roma, Libreria di Scienze e lettere, 1940.
- Observații pe marginea documentelor latine românești, în Apulum, II, 1943-1945, pp. 215-250.
- Date privind situația internă a Moldovei la sfârșitul secolului XVI și începutul secolului XVII, în Studii, VIII, nr. 5-6, 1955, pp. 113-117.
- Situația internă a Moldovei în epoca lui Ștefan cel Mare, în Studii, X, nr. 6, 1957, pp. 65-74.
- Despre Ieremia Movilă și situația politică a Moldovei la sfârșitul secolului al XVI-lea și începutul secolului al XVII-lea, în Studii și Cercetări Științifice Iași, VIII, nr. 2, 1957, pp. 323-337.
- În legătură cu problema monopolului feudal în Moldova, în Anuarul Institutului de Istorie și Arheologie-Iași, I, 1964, pp. 139-144.
- Organizarea administrativă a statului feudal Moldova (sec. XIV-XVIII), în Anuarul Institutului de Istorie și Arheologie-Iași, II, 1965, pp. 143-235.
- Precizări în problema evoluției marii proprietăți feudale din Moldova în secolele XVII-XVIII, în Studii, XXII, nr. 1, 1969, pp. 3-19.
- Noi considerații privind orașele din Moldova în secolele XV-XIX, în Anuarul Institutului de Istorie și Arheologie-Iași, VII, 1970, pp. 21-58.
- Diplomatica latină în țările române. Noi contribuții, în Anuarul Institutului de Istorie și Arheologie-Iași, VIII, 1971, pp. 1-24.